# Біляцька Валентина Петрівна
Біляцька Валентина Петрівна – українська літературознавиця, доктор філологічних наук.

## Біографія
Валентина Петрівна Біляцька народилася 05 листопада 1959 року у  с. Звонецьке Солонянського району Дніпропетровської області.
По закінченню середньої школи навчалася у Полтавському педагогічному інституті, який закінчила у 1981 році.
Протягом 1981 – 1991 років працювала вчителем; з 1991 по 2018 роки – викладачем на кафедрі української літератури у Дніпропетровському університеті. 
У 2017 році здобула науковий ступінь «доктор наук» за спеціальністю «Українська література».
З 2018 року працює на кафедрі філології та мовної комунікації Національного технічного університету «Дніпровська політехніка»; є завідувачем лабораторії етнографічних досліджень.
Також Валентина Біляцька є членом журі Всеукраїнської студентської та учнівської олімпіад зі спеціальності «Українська мова та література», Всеукраїнського конкурсу-захисту науково-дослідницьких робот учнів Малої академії наук у м. Дніпро.
Бере активну участь у наукових та літературно-мистецьких заходах.
Автор та упорядник наукових праць, серед яких:
«Календарно-обрядова поезія і народні свята. Вечорниці та досвітки» (навчальний посібник), 2001;
«Ментальний України дух. Поетичне слово про Олеся Гончара» (упор. В.П. Біляцька та Н.П. Олійник), 2013;
«Усна народна творчість» (навчальний посібник), 2015;
«Український роман у віршах постколоніальної доби» (монографія), 2017.